# Gounellea capucina
Gounellea capucina là một loài bọ cánh cứng trong họ Cerambycidae.